# Agrocybe paludosa
Agrocybe paludosa är en svampart som först beskrevs av Jakob Emanuel Lange, och fick sitt nu gällande namn av Kühner & Romagn. ex Bon 1987. Agrocybe paludosa ingår i släktet marktofsskivlingar och familjen Strophariaceae.   Inga underarter finns listade i Catalogue of Life.